# 稲城市立病院

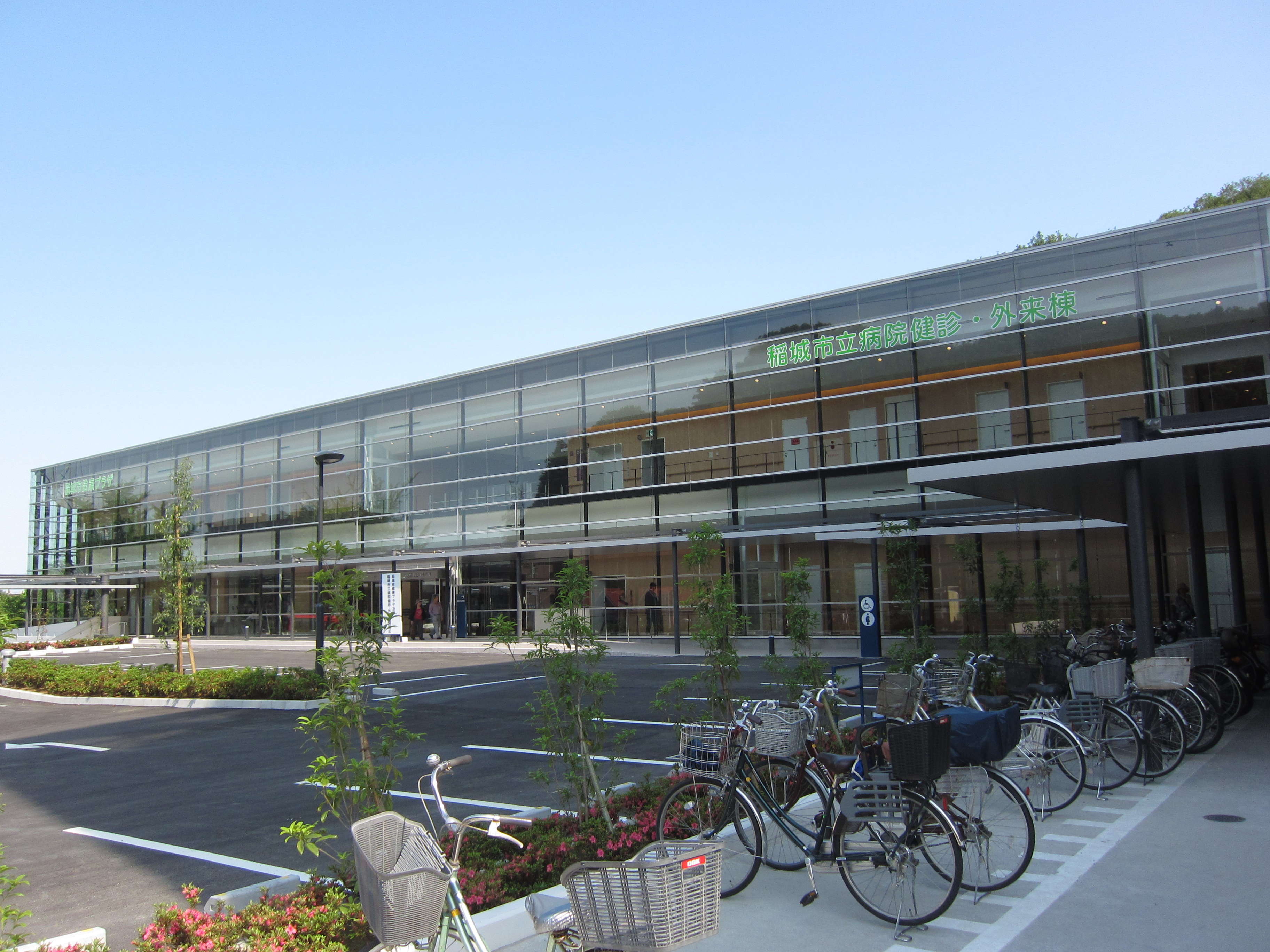
健診・外来棟

稲城市立病院（いなぎしりつびょういん）は、東京都稲城市にある医療機関。稲城市が稲城市病院事業の設置等に関する条例（昭和42年12月25日条例第218号）に基づき設置した病院である。

## 沿革
- 1946年7月30日 - 稲城村、村立稲城病院設置。
- 1952年4月 - 結核病床を設置。
- 1953年9月16日 - 附属坂浜診療所を置く。
- 1957年4月1日 - 稲城村、町制施行。町立稲城病院となる。
- 1968年4月 - 町立国民健康保険稲城中央病院と改称。
- 1971年2月8日 - 新病院完成。
- 1971年11月1日 - 稲城町、市制施行、町立病院を市立病院と改称。
- 2000年4月26日 - 日本医療福祉建築協会より、医療福祉建築賞1999を受賞。
- 2001年6月20日 - 日本免震構造協会より、日本免震構造協会賞・作品賞を受賞。
- 2006年5月25日 - 全国自治体病院協議会より、自治体立優良病院の表彰を受ける。

## 診療科
- 内科
  - 内科　
  - 脳神経内科
  - 循環器内科
  - 呼吸器・感染症内科
  - 消化器・肝臓内科
  - 糖尿病・内分泌内科
  - 腎臓・高血圧内科
- 腎臓内科
- 小児科
- 外科
- 脳神経外科
- 整形外科
- 眼科
- 耳鼻咽喉科
- 皮膚科
- 泌尿器科
- 産婦人科
- 放射線科
- 精神科
- 健診科
- 麻酔科
- リハビリテーション科

## 保険事項・指定機能
- 保険医療機関
- 労災保険指定医療機関
- 指定自立支援医療機関（更生医療・育成医療・精神通院医療）
- 身体障害者福祉法指定医の配置されている医療機関
- 生活保護法指定医療機関
- 医療保護施設
- 結核指定医療機関
- 戦傷病者特別援護法指定医療機関
- 原子爆弾被害者医療指定医療機関
- 原子爆弾被害者一般疾病医療取扱医療機関
- 公害医療機関
- 母体保護法指定医の配置されている医療機関
- 災害拠点病院
- 臨床研修指定病院

## 費用負担
初診時に紹介状がない場合、保険外併用療養費として1,360円が別途加算される。入院費については、クレジットカードの支払が可能である。

## 併設医療機関
稲城市坂浜2936番地に稲城市立病院附属坂浜診療所がある。担当科は内科・外科・小児科。

## 交通アクセス
- JR南武線南多摩駅下車、徒歩10分
- 京王相模原線稲城駅から小田急バス稲城市立病院行または京王バス聖蹟桜ヶ丘駅行で稲城市立病院下車
- 京王線聖蹟桜ヶ丘駅から京王バス稲城駅行で稲城市立病院下車
- 稲城市iバスの各コース(A～Eコース)で稲城市立病院下車。バスは稲城市内各駅(コースにより異なる)を経由。
  - この他にも京王線調布駅・府中駅から当病院へバスが乗り入れているが、いずれも1日1便(前者は土曜日1便、後者は平日1便)しか無い。
- 駐車場約200台あり